# Gran Premio de Gran Bretaña de Motociclismo de 1983
El Gran Premio de Gran Bretaña de Motociclismo de 1983 fue la décima prueba de la temporada 1983 del Campeonato Mundial de Motociclismo. El Gran Premio se disputó el 31 de julio de 1983 en el Circuito de Silverstone.

## Resultados 500cc
Triplete estadounidense en el podio de este Gran Premio. Kenny Roberts se llevó la victoria por delante de sus compatriotas Freddie Spencer y Randy Mamola. Spencer sigue siendo líder de la general pero reduce a dos su ventaja sobre Roberts. 
En este Gran Premio resultaros muertos dos pilotos. Norman Brown, a velocidad reducida por problemas mecánicos, fue embestido por Peter Huber. Brown muere al instante mientras que Huber lo hizo en el hospital.
| Pos.     | Piloto              | Moto   | Tiempo    | Pts. |
| -------- | ------------------- | ------ | --------- | ---- |
| 1        | Kenny Roberts       | Yamaha | 42:19.070 | 15   |
| 2        | Freddie Spencer     | Honda  | +4.110    | 12   |
| 3        | Randy Mamola        | Suzuki | +4.200    | 10   |
| 4        | Eddie Lawson        | Yamaha | +8.370    | 8    |
| 5        | Marc Fontan         | Yamaha | +30.750   | 6    |
| 6        | Takazumi Katayama   | Honda  | +31.480   | 5    |
| 7        | Ron Haslam          | Honda  | +41.250   | 4    |
| 8        | Boet van Dulmen     | Suzuki | +1:13.910 | 3    |
| 9        | Barry Sheene        | Suzuki | +1:13.920 | 2    |
| 10       | Paul Lewis          | Suzuki | +1:26.650 | 1    |
| 11       | Keith Huewen        | Suzuki | 1 Vuelta  |      |
| 12       | Anton Mang          | Suzuki | 1 Vuelta  |      |
| 13       | Chris Guy           | Suzuki | 1 Vuelta  |      |
| 14       | Mark Salle          | Suzuki | 1 Vuelta  |      |
| 15       | Kevin Wrettom       | Suzuki | 1 Vuelta  |      |
| 16       | Wayne Gardner       | Honda  | 1 Vuelta  |      |
| 17       | Steve Henshaw       | Suzuki | 1 Vuelta  |      |
| 18       | Franck Gross        | Honda  | 1 Vuelta  |      |
| 19       | Alan Irwin          | Suzuki | 1 Vuelta  |      |
| 20       | Rob Punt            | Suzuki | 1 Vuelta  |      |
| 21       | Con Law             | Suzuki | 1 Vuelta  |      |
| 22       | Peter Sjöström      | Suzuki | 1 Vuelta  |      |
| 23       | Maurizio Massimiani | Honda  | 1 Vuelta  |      |
| 24       | Philippe Coulon     | Suzuki | 1 Vuelta  |      |
| Ret      | Jack Middelburg     | Honda  | Ret       |      |
| Ret      | Marco Lucchinelli   | Honda  | Ret       |      |
| Ret      | Sergio Pellandini   | Suzuki | Ret       |      |
| Ret      | Robert McElnea      | Suzuki | Ret       |      |
| Ret      | Steve Parrish       | Yamaha | Ret       |      |
| Ret      | Roger Marshall      | Honda  | Ret       |      |
| Ret      | Didier de Radiguès  | Honda  | Ret       |      |
| Ret      | Loris Reggiani      | Suzuki | Ret       |      |
| Ret      | John Pace           | Suzuki | Ret       |      |
| Ret      | Leandro Becheroni   | Suzuki | Ret       |      |
| Ret      | Graham Wood         | Yamaha | Ret       |      |
| Ret      | Norman Brown        | Suzuki | Ret       |      |
| Ret      | Virginio Ferrari    | Cagiva | Ret       |      |
| Ret      | Dave Dean           | Suzuki | Ret       |      |
| Ret      | Gary Lingham        | Suzuki | Ret       |      |
| Ret      | Peter Huber         | Suzuki | Ret       |      |
| Ret      | Wolfgang von Muralt | Suzuki | Ret       |      |
| DNQ      | Andreas Hofmann     | Suzuki | DNQ       |      |
| DNQ      | Simon Buckmaster    | Suzuki | DNQ       |      |
| DNQ      | Fabio Biliotti      | Suzuki | DNQ       |      |
| DNQ      | Jon Ekerold         | Cagiva | DNQ       |      |
| DNQ      | Marco Greco         | Suzuki | DNQ       |      |
| DNQ      | Dennis Ireland      | Suzuki | DNQ       |      |
| DNQ      | Corrado Tuzii       | Honda  | DNQ       |      |
| DNQ      | Bent Slydal         | Suzuki | DNQ       |      |
| DNQ      | Steve Williams      | Yamaha | DNQ       |      |
| Sources: |                     |        |           |      |

## Resultados 250cc
Podio íntegramente francés en 250cc con la victoria de Jacques Bolle de la escudería Pernod, que conseguiría el triunfo tras tres años largos de 
intensa puesta a punto. Thierry Espié y Christian Sarron completaron el podio.
| Pos. | Piloto                 | Moto       | Tiempo    | Pts. |
| ---- | ---------------------- | ---------- | --------- | ---- |
| 1    | Jacques Bolle          | Pernod     | 38:22.290 | 15   |
| 2    | Thierry Espié          | Chevallier | +0.170    | 12   |
| 3    | Christian Sarron       | Yamaha     | +0.290    | 10   |
| 4    | Carlos Lavado          | Yamaha     | +0.310    | 8    |
| 5    | Martin Wimmer          | Yamaha     | +0.400    | 6    |
| 6    | Reinhold Roth          | Yamaha     | +1.620    | 5    |
| 7    | Teruo Fukuda           | Yamaha     | +1.820    | 4    |
| 8    | Thierry Rapicault      | Yamaha     | +1.820    | 3    |
| 9    | Didier de Radiguès     | Chevallier | +2.660    | 2    |
| 10   | Graeme McGregor        | Bartol     | +20.270   | 1    |
| 11   | Carlos Cardús          | Rotax      | +37.700   |      |
| 12   | Harald Eckl            | Yamaha     | +37.880   |      |
| 13   | Herbert Bessendörfer   | Yamaha     | +38.000   |      |
| 14   | Alan Carter            | Yamaha     | +38.280   |      |
| 15   | Alan North             | Yamaha     |           |      |
| 16   | Ivan Palazzese         | Yamaha     | +38.590   |      |
| 17   | Paul Tinker            | Yamaha     | +38.670   |      |
| 18   | Jean-Michel Mattioli   | Yamaha     | +39.870   |      |
| 19   | Donnie McLeod          | Yamaha     | +41.570   |      |
| 20   | Graham Young           | Waddon     | +41.570   |      |
| 21   | Jean-Louis Guignabodet | Rotax      | +43.590   |      |
| 22   | Tony Head              | Armstrong  | +58.630   |      |
| 23   | Chris Oldfield         | Armstrong  | +59.830   |      |
| 24   | Andy Watts             | EMC        | +1:21.060 |      |
| 25   | Kiyotaka Sakai         | Yamaha     | +1:34.360 |      |
| 26   | Con Law                | Ehrlich    | +1:35.280 |      |
| 27   | Bruno Lüscher          | Yamaha     | +1 Vuelta |      |
| 28   | Peter Looijesteijn     | Waddon     | +1 Vuelta |      |
| 29   | Éric Saul              | Rotax      | +1 Vuelta |      |
| 30   | Edwin Weibel           | Yamaha     | +1 Vuelta |      |
| Ret  | Patrick Fernandez      | Yamaha     | Ret       |      |
| Ret  | Jeffrey Sayle          | Bartol     | Ret       |      |
| Ret  | Jean-Louis Tournadre   | Yamaha     | Ret       |      |
| Ret  | Bernard Fau            | Yamaha     | Ret       |      |
| Ret  | Roland Freymond        | Armstrong  | Ret       |      |
| Ret  | Steve Tonkin           | Armstrong  | Ret       |      |
| Ret  | Tadasu Ikeda           | Yamaha     | Ret       |      |
| Ret  | Christian Estrosi      | Pernod     | Ret       |      |
| Ret  | Mar Schouten           | MBA        | Ret       |      |
| Ret  | René Delaby            | Armstrong  | Ret       |      |
| Ret  | Hervé Guilleux         | Kawasaki   | Ret       |      |
| Ret  | Steve Williams         | Yamaha     | Ret       |      |
| Ret  | Svend Andersson        | Yamaha     | Ret       |      |
| DNQ  | Alan Labrosse          | Yamaha     | DNQ       |      |
| DNQ  | Eilert Lundstedt       | Yamaha     | DNQ       |      |
| DNQ  | Jean-Marc Toffolo      | Rotax      | DNQ       |      |
| DNQ  | Siegfried Minich       | Rotax      | DNQ       |      |
| DNQ  | Michel Simeon          | Yamaha     | DNQ       |      |
| DNQ  | Steve Wright           | Yamaha     | DNQ       |      |
| DNQ  | Pete Wild              | Yamaha     | DNQ       |      |
| DNQ  | Stefano Caracchi       | MBA        | DNQ       |      |
| DNQ  | Luis Miguel Reyes      | Rotax      | DNQ       |      |
| DNS  | Sito Pons              | Rotax      | DNS       |      |

## Resultados 125cc
Ángel Nieto obtuvo un nuevo título mundial (el 12º en su palmarés) al obtener la victoria en este Gran Premio. En el podio le acompañaron los suizos Bruno Kneubühler y Hans Müller.
| Pos. | Piloto                 | Moto       | Tiempo     | Pts. |
| ---- | ---------------------- | ---------- | ---------- | ---- |
| 1    | Ángel Nieto            | Garelli    | 33:52.340  | 15   |
| 2    | Bruno Kneubühler       | MBA        | +0.110     | 12   |
| 3    | Hans Müller            | MBA        | +0.220     | 10   |
| 4    | Willy Pérez            | MBA        | +1250      | 8    |
| 5    | August Auinger         | MBA        | +12.380    | 6    |
| 6    | Fausto Gresini         | MBA        | +32.830    | 5    |
| 7    | Jean-Claude Selini     | MBA        | +33.060    | 4    |
| 8    | Henk van Kessel        | MBA        | +34.350    | 3    |
| 9    | Maurizio Vitali        | MBA        | +34.530    | 2    |
| 10   | Pierluigi Aldrovandi   | MBA        | +46.640    | 1    |
| 11   | Gerhard Waibel         | MBA        | +47.450    |      |
| 12   | Olivier Liégeois       | Sanvenero  | +47.880    |      |
| 13   | Pier Paolo Bianchi     | Sanvenero  | +47.910    |      |
| 14   | Anton Straver          | MBA        | +54.910    |      |
| 15   | Helmut Lichtenberg     | MBA        | +1:08.930  |      |
| 16   | Peter Sommer           | MBA        | +1 Vuelta  |      |
| 17   | Robin Appleyard        | MBA        | +1 Vuelta  |      |
| 18   | Janez Pintar           | MBA        | +1 Vuelta  |      |
| 19   | Tony Smith             | MBA        | +1 Vuelta  |      |
| 20   | Willem Heykoop         | Sanvenero  | +1 Vuelta  |      |
| 21   | Werner Schmied         | Sanvenero  | +1 Vuelta  |      |
| 22   | Chris Leah             | MBA        | +1 Vuelta  |      |
| 23   | Thomas Møller-Pedersen | MBA        | +1 Vuelta  |      |
| 24   | Robert Hmeljak         | MBA        | +2 Vueltas |      |
| Ret  | Ricardo Tormo          | MBA        | Ret        |      |
| Ret  | Peter Banks            | MBA        | Ret        |      |
| Ret  | Paul Bordes            | MBA        | Ret        |      |
| Ret  | Hugo Vignetti          | MBA        | Ret        |      |
| Ret  | Jacky Hutteau          | MBA        | Ret        |      |
| Ret  | Erich Klein            | MBA        | Ret        |      |
| Ret  | Stefano Caracchi       | MBA        | Ret        |      |
| Ret  | Johnny Wickström       | MBA        | Ret        |      |
| Ret  | Libero Piccirillo      | MBA        | Ret        |      |
| Ret  | Lucio Pietroniro       | MBA        | Ret        |      |
| Ret  | Bill Robertson         | Morbidelli | Ret        |      |
| Ret  | Hans-Jürgen Hummel     | MBA        | Ret        |      |
| Ret  | Bady Hassaine          | MBA        | Ret        |      |
| Ret  | David Fabian           | Sanvenero  | Ret        |      |
| Ret  | Boy van Erp            | MBA        | Ret        |      |